# Siciny (Niechlów)
Siciny (deutsch Seitsch) ist ein Dorf in der Landgemeinde Niechlów (Nechlau) im Powiat Górowski der Woiwodschaft Niederschlesien in Polen. 

## Geographie
Siciny liegt zehn Kilometer südöstlich von Wschowa (Fraustadt)  und zehn Kilometer nordwestlich von Góra (Guhrau). Durch Siciny verläuft die Wojewodschaftsstraße 305, die von Wschowa nach Góra verläuft.

## Geschichte

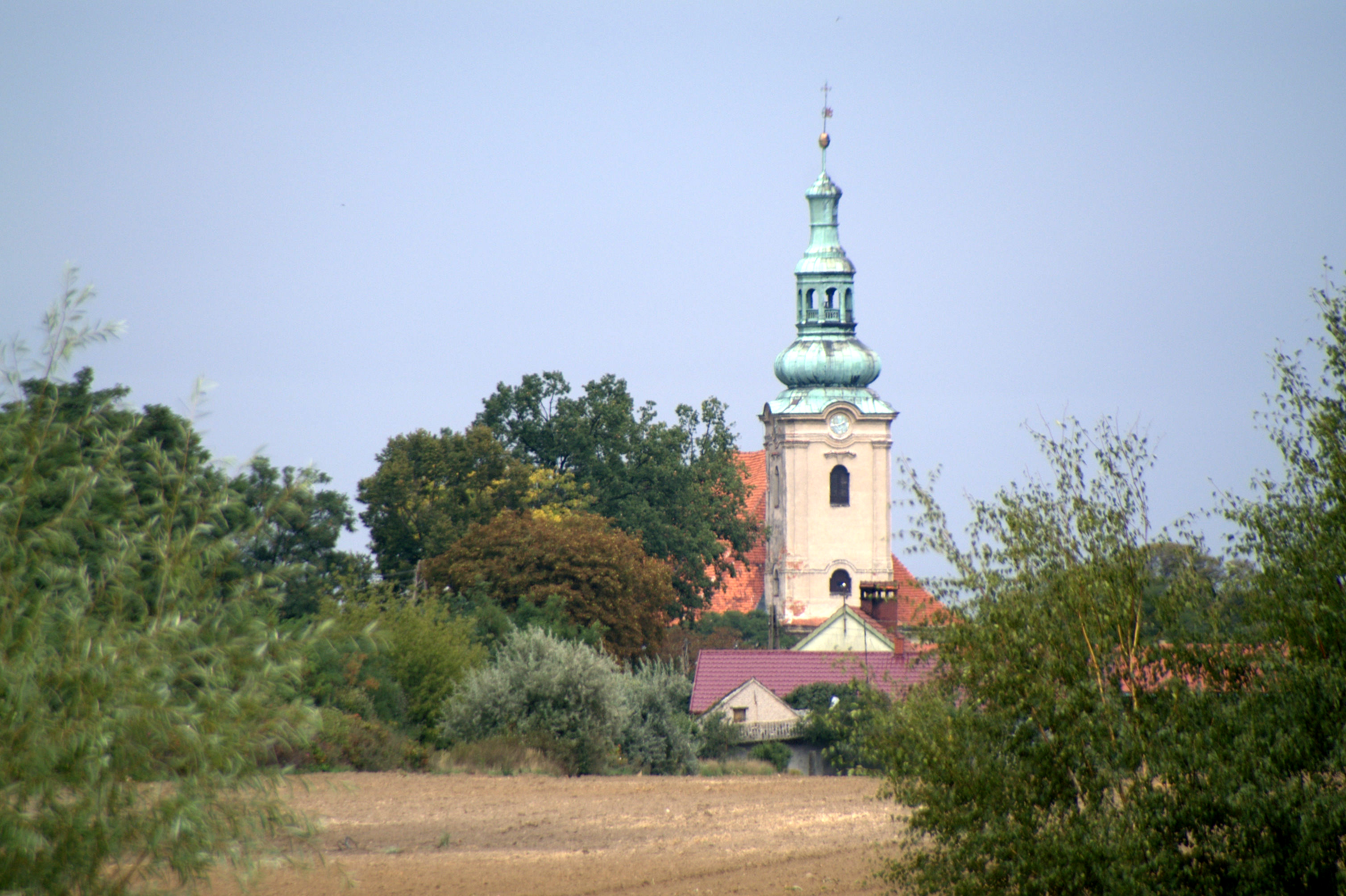
Pfarrkirche St. Martin

Erstmals urkundlich erwähnt wurde „Sezesco“ im Jahre 1155 im päpstlichen Schutzbrief für das Bistum Breslau. Für das Jahr 1213 ist der Ortsname „Sychem“ überliefert. Nach der Teilung des Herzogtums Schlesien gelangte Seitsch 1251 an das Herzogtum Glogau. Für das Jahr 1289 ist ein Pfarrer in Seitsch belegt. 1309 schenkte Herzog Heinrich III. das Gut Seitsch dem Kloster Leubus; seit diesem Jahr bestand im Ort wahrscheinlich eine Schule. Heinrichs III. Sohn, Herzog Johann von Steinau bestätigte 1326 dem Kloster Leubus den Besitz von Seitsch sowie der benachbarten Dörfer Braunau, Weschkau und Seifersdorf (im späteren Landkreis Guhrau) und errichtete in Seitsch eine Propstei. 1329 unterstellten Herzog Heinrich IV. „der Treue“ und dessen Brüder das Herzogtum Glogau freiwillig als ein Lehen an die Krone Böhmen, was 1335 mit dem Vertrag von Trentschin bestätigt wurde. Der böhmische König Karl IV. setzte 1349 Seitsch deutschrechtlich um und bestätigte dessen Besitz dem Kloster Leubus. 1350 befreite er es von allen Abgaben an die weltliche Macht.
Nach dem Ersten Schlesischen Krieg 1742 fiel Seitsch zusammen mit dem größten Teil Schlesiens an Preußen. Mit der Säkularisation 1810 endete die 700-jährige Herrschaft des Klosters Leubus in Seitsch. Die Bevölkerung blieb weiterhin mehrheitlich katholisch – 1844 waren 121 der 841 Einwohner evangelisch. Der riesige Landbesitz des Klosters wurde von verschiedenen neuen Besitzern übernommen, Seitsch wurde Morgengabe der Henriette d’Oultremont de Wégimont anlässlich ihrer Heirat mit dem König der Niederlande Wilhelm I. Durch die Perußischen Reformen wurde Seitsch 1816 dem Landkreis Guhrau eingegliedert, mit dem es bis 1945 verbunden blieb. 1874 wurde der Amtsbezirk Seitsch gebildet, der aus den Landgemeinden Langenau, Lanken, Seitsch und Tarpen bestand. Für die über 80 im Ersten Weltkrieg gefallenen Gemeindemitglieder wurde 1927 ein Kriegerdenkmal errichtet.
Gegen Ende des Zweiten Weltkriegs versuchte ein Teil der Bewohner zu fliehen, um sich vor der von Osten her nähernden Kriegsfront in Schutz zu bringen. Im Frühjahr 1945 besetzte die Rote Armee die Region. Bald darauf wurde Seitsch unter polnische Verwaltung gestellt und in Siciny umbenannt. 1945/46 wurden die verbliebenen deutschen Bewohner von der örtlichen polnischen Verwaltungsbehörde  vertrieben. Die polnischen Neusiedler waren zum Teil Vertriebene aus den im Rahmen der Westverschiebung Polens an die Sowjetunion gefallenen Gebieten östlich der Curzon-Linie.
1975 wurde Siciny Teil der Woiwodschaft Leszno und 1999 der Woiwodschaft Niederschlesien.

## Sehenswürdigkeiten
- Die St.-Martin-Kirche wurde 1736–1740 nach einem Entwurf des Revaler Architekten Martin Frantz und dessen Sohn Karl Martin Frantz (1712–1755) im Stil des Barock errichtet. Der Stiftung des Klosters Leubus verdankt sie die komplexe Raumgestalt und die reiche Ausstattung mit Trompe-l’œil-Malereien von Ignaz Axter und Johann Anton Felder, Stuckarbeiten von Franz Joseph Mangoldt und den Hauptaltargemälden von Christian Philipp Bentum sowie Michael Willmann.
- Die ehemalige Propstei der Leubuser Äbte wurde um 1740 wahrscheinlich nach einem Entwurf des Baumeisters Martin Frantz errichtet. Der zweistöckige Barockbau mit Mansarddach ist durch Pilaster gegliedert. Im ehemaligen Refektorium befindet sich ein Deckenfresko mit der Glorifizierung der Stifter, des Glogauer Herzogs Heinrich III. und dessen Sohn Johann von Steinau. Es wurde vermutlich von den Mangoldt-Schülern Ignaz Axter und Franz Anton Felder († 1782) geschaffen.

## Einwohnerzahlen
Die Einwohnerzahlen von Seitsch / Siciny nach dem jeweiligen Gebietsstand (mit Gutsbezirk):
| Jahr | Einwohner |
| ---- | --------- |
| 1791 | 733       |
| 1845 | 841       |
| 1910 | 827       |
| 1919 | 892       |
| 1925 | 907       |
| 1933 | 438       |
| 1939 | 859       |

## Persönlichkeiten
- Karl Söffner (1773–1837), Vizedirektor beim Fürstentumsgericht in Neisse und Präses der Oberhofspitalkommission.